# Athletic Club 1990-1991
La pagina racchiude la rosa dell'Athletic Club nella stagione 1990-91

## Stagione
- Primera División: 12°
- Copa del Rey: Dopo aver eliminato l'Atletico Marbella al primo turno (0-0 e 1-0), il Racing Santander al secondo turno (doppia vittoria 1-3 e 2-0), nei sedicesimi di finale l'Athletic viene estromesso dal Cadice (doppia sconfitta 1-0 e 1-2).

## Rosa
| N. |                   | Ruolo | Calciatore            |
| -- | ----------------- | ----- | --------------------- |
|    | Spagna (bandiera) | P     | Francisco Iruarrizaga |
|    | Spagna (bandiera) | P     | Kike                  |
|    | Spagna (bandiera) | D     | Andoni Lakabeg        |
|    | Spagna (bandiera) | D     | Aitor Larrazabal      |
|    | Spagna (bandiera) | D     | Genar Andrinua        |
|    | Spagna (bandiera) | D     | Patxi Salinas         |
|    | Spagna (bandiera) | D     | Óscar Javier Tabuenca |
|    | Spagna (bandiera) | D     | Rafael Alkorta        |
|    | Spagna (bandiera) | D     | Jesús Merino          |
|    | Spagna (bandiera) | C     | Josu Urrutia          |
|    | Spagna (bandiera) | C     | Xabier Eskurza        |
|    | Spagna (bandiera) | C     | Luciano Iturrino      |
|    | Spagna (bandiera) | C     | Patxi Rípodas         |

| N. |                   | Ruolo | Calciatore            |
| -- | ----------------- | ----- | --------------------- |
|    | Spagna (bandiera) | C     | Ander Garitano        |
|    | Spagna (bandiera) | C     | David Billabona       |
|    | Spagna (bandiera) | C     | José Ramón Gallego    |
|    | Spagna (bandiera) | C     | Luis Fernando         |
|    | Spagna (bandiera) | C     | Ismael Urtubi         |
|    | Spagna (bandiera) | A     | Ernesto Valverde      |
|    | Spagna (bandiera) | A     | Crescencio Cuéllar    |
|    | Spagna (bandiera) | A     | Eduardo Estíbariz     |
|    | Spagna (bandiera) | A     | Loren                 |
|    | Spagna (bandiera) | A     | Francisco Javier Luke |
|    | Spagna (bandiera) | A     | Ricardo Mendiguren    |
|    | Spagna (bandiera) | A     | José Ángel Uribarrena |

### Staff tecnico
- Allenatore:  Javier Clemente (1ª-26ª giornata) poi  Iñaki Sáez (27^-38^)

Come da politica societaria la squadra è composta interamente da giocatori nati in una delle sette province di Euskal Herria o cresciuti calcisticamente nel vivaio di società basche.

## Statistiche

### Statistiche dei giocatori
| Presenze - 37: Iruarrizaga - 36: Valverde - 35: Alkorta - 34: Patxi Salinas - 32: Loren - 30: Garitano, Billabona - 29: Andrinua - 24: Luke, Mendiguren, Lakabeg - 23: Luis Fernando - 22: Rípodas - 21: Urrutia - 20: Eskurza - 18: Larrazabal - 14: Gallego - 10: Estibariz - 8: Urtubi - 7: Iturrino - 5: Uribarrena - 4: Tabuenca - 1: Kike, Merino, Cuéllar | Marcatori - 10: Valverde - 7: Luke - 4: Garitano - 3: Loren, Andrinua - 2: Mendiguren, Eskurza, Urrutia - 1: Billabona, Luis Fernando, Rípodas, Iturrino |